# 松本麗世
松本 麗世（まつもと れいよ、2008年〈平成20年〉2月29日 - ）は、日本の女性タレント、モデル、女優。鹿児島県出身。ライジングプロダクション所属。元ニコ☆プチ専属モデル、Seventeen専属モデル。

## 略歴
地元鹿児島県で幼少期よりタレント活動を行い、女子小学生向け雑誌『ニコ☆プチ』が開催した、2018年度の第7回モデルオーディションに総勢8,298人の中で合格し、専属モデル（プチモ）を任され、JS（女子小学生）の憧れの存在になった。2019年2月、誌面デビュー。
2021年、ニコ☆プチを卒業後、InstagramやTikTokなどのSNS活動を主体に活動を行っている。流行りのダンス動画や日常の様子を投稿して話題を集める。
2023年6月30日発売の『Seventeen』2023夏号にて、「Seventeen」専属モデルオーディション「ミスセブンティーン2023」のファイナリストに2,971名の中から選出されたことが発表された。
2023年8月23日、第26回「Seventeen夏の学園祭2023」にて、ミスセブンティーン2023に選出されたことが発表された。
2023年9月3日から放送の特撮テレビドラマ『仮面ライダーガッチャード』において、ヒロインの九堂りんね / 仮面ライダーマジェード 役で出演。
2024年10月、音声配信プラットフォーム・AuDeeにて冠番組『松本麗世 Relieving Your Heart ～あなたの心を癒します～』が配信開始になった。
2025年6月25日、大原優乃とともに「鹿児島ファン拡大アンバサダー」に就任した。

## 人物
- 誕生日がうるう日のため、前日の2月28日に祝ってもらうことが多いと語っている[11]。
- 特技はダンス[1]。趣味は音楽鑑賞[1]。アーティストではクリープハイプやRADWIMPS、a子などが好きである[11]。好きなお菓子はグミ[3]。
- 2人の兄の影響で『仮面ライダー電王』、『仮面ライダーキバ』、『仮面ライダーウィザード』、『仮面ライダー鎧武/ガイム』などを視聴[3][15]。
- 好きなアニメは『約束のネバーランド』、『君の膵臓をたべたい』、『境界の彼方』、『僕のヒーローアカデミア』[3]、『Re:ゼロから始める異世界生活』のほか、映画『君の名は。』が好きである[11]。
- 映画やゲームも好きである[11]。
- 『仮面ライダーギーツ』のベロバ役のオーディションを受けたものの、少しイメージが違う、という話になったが、次回作であった『ガッチャード』のオーディションを受ける機会をもらえたという[3]。

## 出演

### テレビドラマ
- 巨悪は眠らせない～特捜検事の逆襲〜（2016年10月5日、テレビ東京） -  八反田遙（少女期） 役
- 仮面ライダーガッチャード（2023年9月3日 - 2024年8月25日、テレビ朝日） - ヒロイン・九堂りんね / 仮面ライダーマジェード 役[9][10]、マーキュリンの声[16]
- スプリング!（2025年3月21日、テレビ朝日） - 早瀬りん 役[17]
- なんで私が神説教（2025年4月12日 - 6月14日、日本テレビ） - 小早川麻衣 役[18]
- 24時間テレビ48ドラマスペシャル トットの欠落青春記（2025年8月30日〈予定〉、日本テレビ） - 和子 役[19]

### Webドラマ
- 仮面ライダーマジェード withガールズリミックス（2025年5月11日、東映特撮ファンクラブ） - 主演・九堂りんね / 仮面ライダーマジェード 役[20]
- なんで私まで神説教!?（2025年6月14日、Hulu） - 小早川麻衣 役[21]

### 映画
- 仮面ライダーシリーズ（東映） - 九堂りんね / 仮面ライダーマジェード 役
  - 仮面ライダー THE WINTER MOVIE ガッチャード&ギーツ 最強ケミー★ガッチャ大作戦（2023年12月22日）[22][23]
  - 仮面ライダーガッチャード ザ・フューチャー・デイブレイク（2024年7月26日）[24]

### オリジナルビデオ
- てれびくん超バトルDVD 仮面ライダーガッチャード どうする!? 宝太郎とりんねがいれかわっちゃった!!（2023年12月） - 九堂りんね / 仮面ライダーマジェード 役[25]
- 我ら3年G（ガッチャ）組（2024年4月10日・8月7日） - 九堂りんね / 風紀委員長 役
- 仮面ライダーガッチャード GRADUATIONS（2025年6月11日、東映ビデオ） - 九堂りんね / 仮面ライダーマジェード 役

### CM
- 東洋水産「赤いきつね緑のたぬき」x「仮面ライダー THE WINTER MOVE ガッチャード&ギーツ 最強ケミー★ガッチャ大作戦」（2023年）[26]
- 大塚製薬『オロナミンC』（2024年）
- 日本信号（2025年3月3日 - ）[27]

### ランウェイ
- Rakuten GirlsAward 2023 AUTUMN / WINTER（2023年9月30日、幕張メッセ）[28]
- Rakuten GirlsAward 2025 SPRING / SUMMER（2025年5月3日、国立代々木競技場第一体育館）[29]
- Rakuten GirlsAward 2025 AUTUMN / WINTER（2025年10月18日（予定）、幕張メッセ）[30]

### イベント
- Seventeen夏の学園祭2023（2023年8月23日、東京ドームシティ プリズムホール）[31]
- 仮面ライダーガッチャード 出演俳優トークショー（2023年9月10日、京都太秦映画村）[32][33]

### ゲーム
- 仮面ライダーバトル ガンバレジェンズ（2024年、アーケード） - 仮面ライダーマジェード 役[34]

### 玩具
- 仮面ライダーガッチャード DXケミースマホーン（2023年10月21日、玩具ボイス）

## 書籍

### 雑誌連載
- ニコ☆プチ（2019年2月 - 2021年） - 専属モデル
- Seventeen（2023年8月 - 、集英社） - 専属モデル

### デジタル写真集
- 週プレ PHOTO BOOK 【デジタル限定】松本麗世写真集「15歳の超絶ヒロイン、初グラビア」（2023年10月16日、集英社）[35]
- 超絶ヒロインの夏（2024年9月17日、集英社）[36]

## ディスコグラフィ

### キャラクターソング
| 発売日        | 商品名                                                              | 歌                                 | 楽曲                          | 備考                                                                |
| ------------- | ------------------------------------------------------------------- | ---------------------------------- | ----------------------------- | ------------------------------------------------------------------- |
| 2024年9月4日  | 仮面ライダーガッチャード SONG BEST                                  | キッチンいちのせ連合               | 「ガッチャ！レッツゴー！」    | 特撮テレビドラマ『仮面ライダーガッチャード』関連曲                  |
| 2024年9月4日  | 仮面ライダーガッチャード SONG BEST                                  | ガッチャオールスターズ             | 「CHEMY×STORY Gotca Version」 | 特撮テレビドラマ『仮面ライダーガッチャード』関連曲                  |
| 2025年5月11日 | Go As ONE（『仮面ライダーマジェードwithガールズリミックス』主題歌） | 九堂りんね with ガールズリミックス | 「Go As ONE」                 | ウェブドラマ『仮面ライダーマジェード withガールズリミックス』主題歌 |

### ユニットメンバー
1. ↑  本島純政、松本麗世、安倍乙、富園力也
2. ↑  本島純政、松本麗世、藤林泰也、安倍乙、富園力也、宮原華音、坂巻有紗、熊木陸斗、加部亜門、福田沙紀
3. ↑  松本麗世、椛島光、アンジェラ芽衣、山本ひかる